# Theophylactus Simocatta
Theophylactus Simocatta (Oudgrieks: Θεοφύλακτος Σιμοκάτ(τ)ης, Theophylaktos Simokat(t)es) was een begin-zevende-eeuwse Byzantijnse geschiedschrijver.
Simocatta wordt gezien als de laatste historicus van de late oudheid. In de tijd van keizer Heraclius (ca. 630) schreef hij over de tijd van keizer Mauricius (582-602).

## Voetnoten
1. ↑  (en)  J.D.C. Frendo, "History and Panegyric in the Age of Heraclius: The Literary Background to the Composition of the 'Histories' of Theophylact Simocatta", Dumbarton Oaks Papers, 1988